# Grampus (Schiff, 1782)
Die Grampus, auch HMS Grampus, war ein 50-Kanonen-Linienschiff (Zweidecker) 4. Ranges der gleichnamigen Klasse der britischen Marine und das fünfte Schiff dieses Namens. Die 1782 vom Stapel gelaufene Einheit hatte eine relativ kurze Dienstzeit und wurde bereits 1794 wieder abgewrackt.

## Geschichte
Die Grampus entstand in der Werft von John Fisher in Liverpool und lief im Oktober 1782 vom Stapel. Sie gehörte zu den ersten größeren Schiffen der Royal Navy, die mit einem kupferbeschlagenen Rumpf gebaut wurden.
Die mit 50 Geschützen auf zwei Kanonendecks ausgestattete Grampus stand in ihrer kurzen Dienstzeit vorwiegend als Geleitschiff für Konvois im Einsatz. Sie erreichte eine höhere Geschwindigkeit als andere Linienschiffe, besaß jedoch im Gegenzug auch keine so hohe Feuerkraft und fand daher wie andere Einheiten ihrer Bauweise bei den Seeleuten der Royal Navy nur wenig Zustimmung. Nur 12 Jahre nach ihrem Stapellauf wurde die Grampus 1794 abgewrackt.
Ein historisches Modell der Grampus ist im Merseyside Maritime Museum in Liverpool ausgestellt.